# 科尔利山
科尔利山（Kolli Hills）是位于印度泰米尔纳德邦中部納馬卡爾縣以及蒂魯吉拉伯利縣的一个小山脉，是东高止山脉的一部分。科利山高达1300 m  ，面积约280 km 2 。它距离纳马卡尔 43公里，距离蒂魯吉拉帕利120公里。该山脉与印度南部的东海岸平行。